# قصر مؤتمرات بيت لحم
قصر مؤتمرات بيت لحم هو مرفق يعمل كمركز للمؤتمرات في مدينة بيت لحم في فلسطين تم إنشاء قصر المؤتمرات على بعد أربعة كيلومترات من كنيسة المهد في مدينة بيت لحم التاريخية. يحتوي المبنى على غرفة اجتماعات رئيسية وقاعة عرض ومسرح وقاعات اجتماعات وحدائق وغرفة صلاة بين الأديان وكافيتريا. كما يوجد هناك مدرج كبير يمكنه استضافة ما يقرب من 1500 شخص.
ومن أبرز المعالم المجاورة توجد متحف قلعة مراد وحمامات سليمان.